# She jezik
She jezik (huo nte; ISO 639-3: shx), jezik naroda She koji živi u kineskim provincijama Fujian (375 000 etničkij), Zhejiang (171 000 etničkih), Guizhou (45 000 etničkih), Jiangxi (78 000 etničkih) i Guangdong (28 000 etničkih), ali svega 910 govornika (1999 M. Zongwu), uglavnom odrasli.
Pripada podskupini ho nte čiji je jedini predstavnik unutar porodice mjao-jao. Govore se dva dijalekta, istočni ili luofu i zapadni ili lianhua. Članovi etničke grupe govore hakka [hak], min nan [nan] ili mandarinski kineski [cmn].

## Vanjske poveznice
- Ethnologue (14th)
- Ethnologue (15th)